# Проезжая улица (Екатеринбург)
У этого топонима есть и другие значения, см. Проезжая улица.
Прое́зжая улица — улица в Кировском районе Екатеринбурга, главная магистраль жилого района Шарташский и одноимённого исторического поселения (села Шарташ). Возникла в период возникновения Шарташа как слободы в конце XVII века. Улица вместе с улицей Блюхера является частью исторической Шарташской дороги, со второй половины XVIII века продлённой и известной под названием Берёзовского или (позднее) Алапаевского тракта.
В современную эпоху Проезжая улица составляет часть магистрали, связывающей город Екатеринбург с городом Берёзовским и посёлком Старопышминск (бывший Пышминский завод).
На улице находились Владимирская единоверческая часовня (не сохранилась) и Свято-Троицкая церковь, в которой в 1937 году был устроен кинотеатр (в 1995 году возвращена верующим).

## Географическое расположение
Проезжая улица начинается вблизи пересечения улиц Блюхера и Шефской, за автомобильным мостом улицы Блюхера и завершается у пересечения с улицей улицы Таборинской, переходя далее в ул. Осипенко. Общая протяжённость улицы составляет около 3960 метров. Улица проходит насквозь через всё историческое поселение Шарташа, огибая при этом северный берег озера Шарташ.
Нумерация домов идёт в направлении с запада на восток.

## История
Фрагменты карт и планов XVIII века, показывающие историческую трассировку улицы.
Улица возникла в период возникновения Шарташа как слободы в конце XVII века и ко второй половине XVIII века уже достигла своего максимального протяжения. Связывала собой два изначально разрозненных поселения Малой Шарташской (более ранней и более восточной) и Большой Шарташской деревень. К 1770-м годам (см. план 1766 года) две деревни слились в единое поселение.
После обнаружения в 1745 году за озером Шарташ месторождений рудного золота и открытия в 1748 году Берёзовского рудника (позднее завода) улица получила транзитную функцию, так как через неё путешественники ездили в Берёзовский завод, что дала улице название Проезжей.
На улице, остававшейся центральной улицей села Шарташ, в XVIII—XIX веках был возведён ряд примечательных объектов ). Старейшая жилая застройка улицы периода XVIII — первой половины XIX века в значительной части не сохранилась из-за череды крупных пожаров в первой половине XIX века и последовавшего за осушением в 1828 году озера Шарташ спада экономической жизни села.
В административном подчинении Свердловского горисполкома улица оказалась после 28 августа 1928 года вместе со всей уличной сетью посёлка Шарташ и рабочего посёлка Берёзовский. В 1934 году вошла в состав новообразованного Кировского административного района города.
Улицу ожидает реконструкция с расширением проезжей части до 3 полос в обе стороны и снос значительной части застройки. Начало проведения реконструкции ожидалось в 2022 году, однако из-за дефицита финансирования оказалось отложено на неопределённый срок.

## Примечательные объекты и памятники истории

### По нечётной стороне
- № 105 (56°52′34″ с. ш. 60°41′28″ в. д.HGЯO) — почтовое отделение № 620033.
- № 155 (56°52′56″ с. ш. 60°41′35″ в. д.HGЯO) — бывший клуб Шарташской Радиостанции.

### По чётной стороне
- № 112 (56°52′34″ с. ш. 60°41′30″ в. д.HGЯO) — Свято-Троицкий храм.

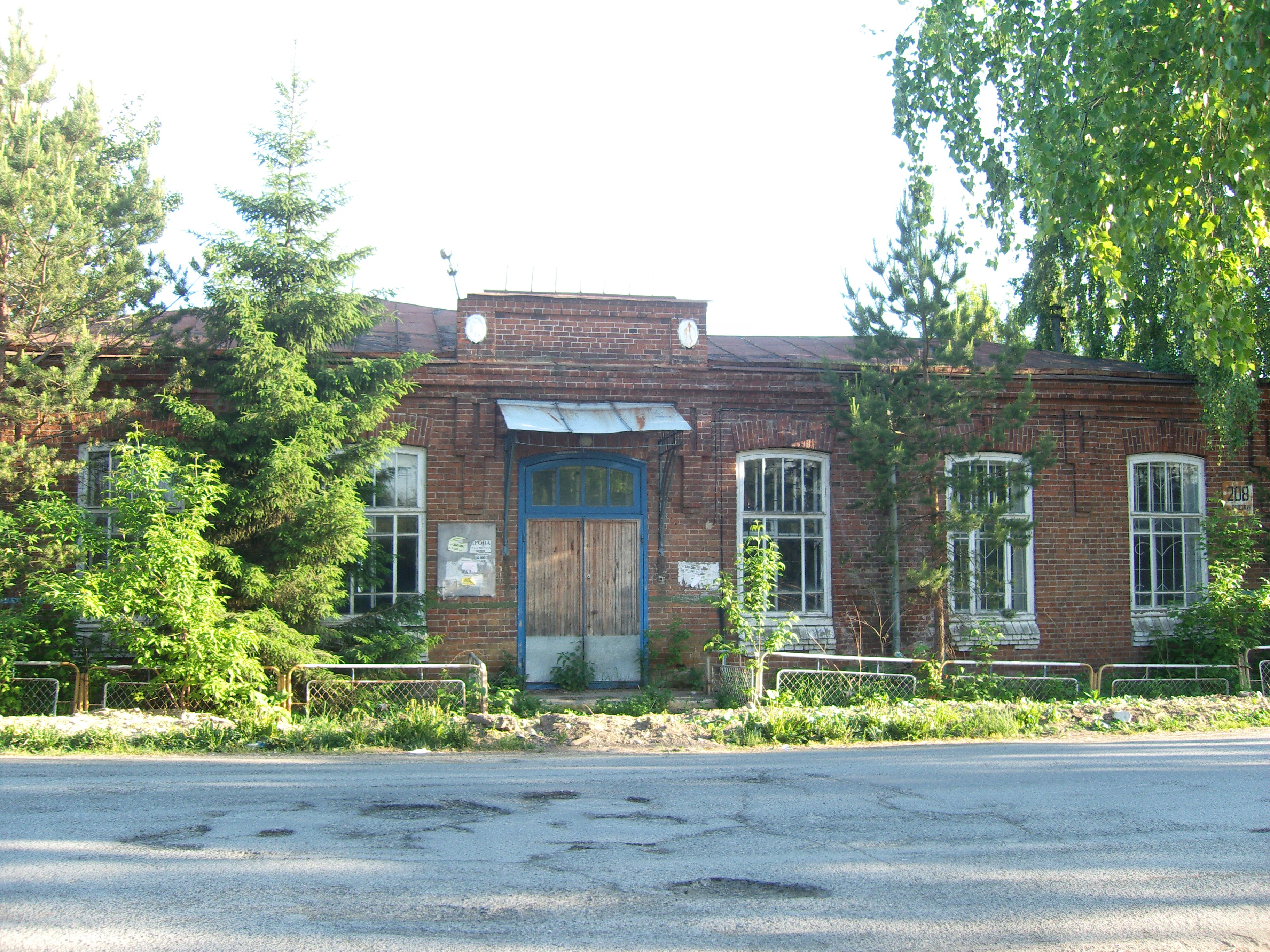
Здание бывшего Шарташского волостного правления (дом № 208)

В 1849 году на средства горного ведомства была построена каменная часовня, позднее перестроенная в церковь и 17 июля 1862 года освящённая. Позднее, после полной достройки получила имя Свято-Троицкого храма. В советское время храм был закрыт. Позднее возвращён православной церкви
- № 208 (56°52′59″ с. ш. 60°42′31″ в. д.HGЯO) — здание бывшего Шарташского волостного правления (мирская изба). Одноэтажное кирпичное здание в стилистике модерна последней четверти XIX века.
- владение № 220 (56°53′00″ с. ш. 60°42′46″ в. д.HGЯO) — приблизительно на месте этой усадьбы на перекрёстке с улицей Рыбаков находилась Покровская часовня старообрядцев часовенного согласия. В 1927—1930 годах часовня именовалась Покровско-Никольской, что указывало на её конфессиональную связь с Никольским храмом часовенных старообрядцев в Свердловске (находившегося по адресу ул. Тверитина, 48)[4].

Часовня была закрыта органами советской власти в 1931 году, в годы Второй мировой войны в помещении бывшей часовни действовала пимокатка, позднее она использовалось как общежитие. Здание не сохранилось.
Типичные представители деревянной жилой застройки улицы.

## Инфраструктура
Улица является магистралью общегородского значения 2 класса (регулируемого движения) , по ней осуществляется движение нескольких городских и пригородных маршрутов. От владения № 194 до владения № 220 (участок старой трассировки) Проезжая улица имеет дублёр местного значения, подлежащий реконструкции в будущем, а от владения № 236 до № 258 — ответвление от основной магистрали, также местного значения (реконструкция не запланирована).
В неопределённой перспективе генеральным планом города предусмотрена возможность строительства на улице трамвайной линии в город Берёзовский.

## Комментарии
1. ↑  По сведениям из фондов ГАСО. Точная географическая привязка к современной уличной сетке неизвестна. По аналогии с другими периферийными екатеринбургскими улицами, это может быть самая протяжённая улица поселения, то есть улица Щербакова.
2. ↑  В действительности месторасположение Владимирской часовни и старого Шарташского кладбища при ней находится несколько южнее окончания улицы, чем указывает В. М. Слукин, в границах улицы Осипенко – Таборинской улицы и Грузинского переулка. Поэтому в перечне примечательных объектов Проезжей улицы они не упомянуты.
3. ↑  Это наблюдается уже на карте окрестностей Екатеринбурга 1788 года, см. : История генерального плана Екатеринбурга. 1723–2013. Екатеринбург: TATLIN, 2013, 40 с. ISBN 978-5-00075-001-8
4. 1 2  См. Карта развития транспортной инфраструктуры. Генеральный план Городского округа – муниципального образования «Город Екатеринбург» на период до 2025 года в редакции от 30 декабря 2021 года.